# Yeti’s Skiffle Men
Yeti’s Skiffle Men war eine hannoversche Skiffle-/Jazz-Band aus den 1970er Jahren.
Durch regionale und überregionale Solo-Live-Auftritte und Gigs auf Skiffle-/Jazz-Festivals, auf dem traditionellen alljährlichen Altstadtfest Hannover und im Jazz Club Hannover erspielten sie sich einen gewissen Bekanntheitsgrad in der damals noch „boomenden“ Jazz-/Skiffle-Szene in Niedersachsen und darüber hinaus. Größere Bekanntheit erlangte die Band durch einen Fernsehauftritt in der ZDF-Sendung Die Drehscheibe und Radio-Interviews des NDR.

## Besetzung
Gründungsmitglieder waren: Bodo Krüger (Klavier), Karl-Heinz-Ullmann (Teekistenbass), Henning Wegert (Banjo) und „Knox“ Künnecke (Waschbrett).

## Geschichte
Bodo Krüger „übergab“ später das Klavier an Lars Tjaden, „Kalle“ Skorka sein Banjo an Friedhelm Hintze, der es dann an Holger Kwoczek weitergab. Kurt Müller-Arndt „händigte“ die Gitarre an Hartmuth Böttcher aus, zu dem Gebhard Kersten als Gitarrist „hinzustieß“. Nun hatte die Band 23 neue Saiten, die sie vortrefflich zu bedienen wusste. Das Waschbrett übergab „Knox“ Künnecke dem noch sehr jungen „Geni“ (Michael Gneist), der nur auf der letzten Platte mitspielte und früh starb. Utz Meyer kam als neuer Waschbrettspieler in die Gruppe.
Das hohe Niveau konnte durch die Neubesetzung gehalten und durch die Hinzunahme von irischer Folklore und eigenen deutschen und englischen Texten/Liedern erweitert werden. Wenn es eine Band gab, die nur aus Freunden bestand, so waren es die „Yeti’s Skiffle Men“, was bei ihren Auftritten auch immer wieder zu beobachten war. Nach etlichen Jahrzehnten mussten die Musiker ihren Berufen Tribut zahlen, die Gruppe „bröckelte“, bis es schließlich zur Auflösung kam.

## Diskografie
- Over in the Gloryland (1976 auf dem WAM Label Hannover als Schallplatte erschienen), 1995 von der Firma Music Alliance in Luzern als CD neu aufgelegt
- Schneeballschlacht im Himalaya (Single, 1976)

Die angestrebte Beteiligung am 1976er Doppel-Album „Hannover Szene“ kam nicht zustande.